# Fatima Talib
Fatima Talib Isma'il (Arabisch: فاطِمة طالِب – Al-Rank, 1 januari 1928) is een Soedanees onderwijzeres en vrouwenrechtenactiviste.

## Biografie
Talib werd op 1 januari 1928 geboren in Al-Rank. Haar vader was een legerofficier en een van de leiders van de revolutie van 1924. Talib doorliep de Unity High School in Khartoem en was de eerste Soedanese vrouw die afstudeerde aan de Universiteit van Londen.
Na haar afstuderen was Talib de eerste vrouw in Soedan die rectrix in het secundair onderwijs werd. Daarnaast was ze vanuit Jemen bezig met het voorbereiden van plannen voor beter vrouwenonderwijs. In 2004 werd Talib geïnterviewd omtrent haar rol in het vrouwenrechtenactivisme in Soedan.

## Politiek activisme
In 1948 richtte Talib de Young Women's Cultural Society op, samen met Khalida Zahir. Dit was de eerste Soedanese vrouwenorganisatie die zich inzette voor betere betere scholing en gezondheid voor vrouwen. Ook werd sociale ondersteuning geboden. De organisatie zocht ondersteuning van de Britse autoriteiten en werd daarom aangemerkt als sociale organisatie, maar had desondanks een politieke insteek. Negen vrouwen werden meteen lid, maar de organisatie viel na twee jaar uit elkaar.
In 1949 had Talib wederom een unicum: ze werd het eerste vrouwelijk lid van het Moslimbroederschap. Niet veel later werden ook de zussen van de familie Al-Mahdi lid, waarmee Talib de Women’s Development Society oprichtte.
In 1952 richtte Talib samen met enkele andere vrouwen, onder wie Khalida Zahir, Fatima Ahmed Ibrahim en Hajja Kashif Badri, de Sudanese Women's Union (SWU) op, een organisatie die opkwam voor vrouwenrechten, zoals kiesrecht en het recht om te mogen werken. Talib was de eerste president-directeur van de organisatie.